# Huma
Huma (macedónul: Хума) település Észak-Macedóniában, a Délkeleti körzet Gyevgyelijai járásában.

## Népesség
| Lakosok száma | 380  | 225  | 44   | 7    | 1    |      | 2    | 4    |
|               | 1948 | 1953 | 1961 | 1971 | 1981 | 1994 | 2002 | 2021 |

2002-ben 2 lakosa volt, 1 vlach és 1 bosnyák. Valamikor vlach település volt.